# Compresibilitate
În termodinamică și mecanica fluidelor, compresibilitatea este o mărime exprimând capacitatea unui solid sau fluid de a-și micșora volumul relativ sub acțiunea unei presiuni externe.
În forma cea mai simplă, coeficientul de compresibilitate (β) se poate exprima sub formă diferențială:
{\displaystyle \beta =-{\frac {1}{V}}{\frac {\partial V}{\partial p}}},
unde V este volumul iar p este presiunea.